# Werner Friedrich Kunz

Werner F. Kunz: Quellnymphe (1929, Bronze) in Zürich-Wipkingen

Werner F. Kunz: Arbeiter beim Imbiss (1946, Stein) in Chippis VS

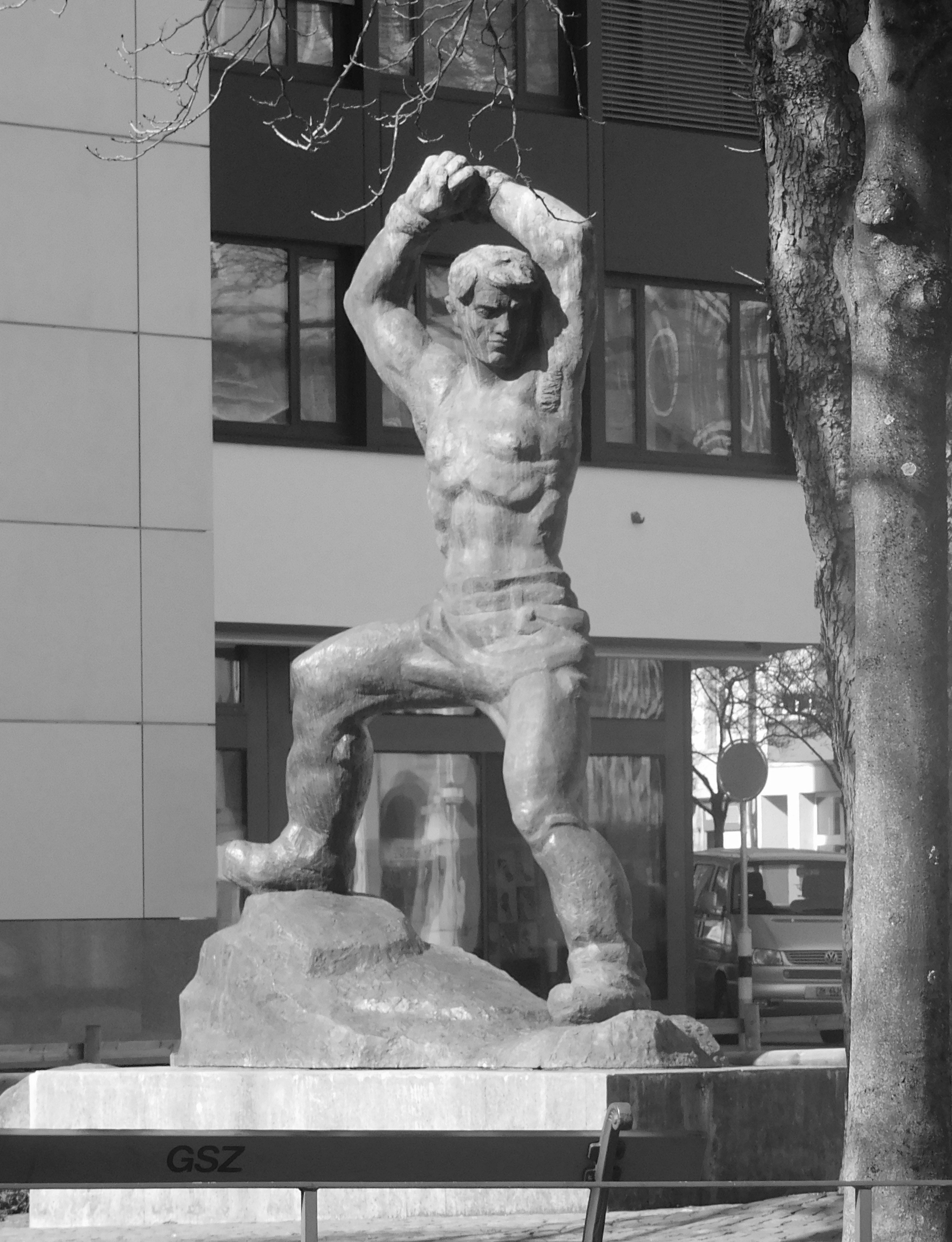
Werner F. Kunz: Befreiung (1962, Bronze) auf dem Werdplatz in Zürich-Aussersihl

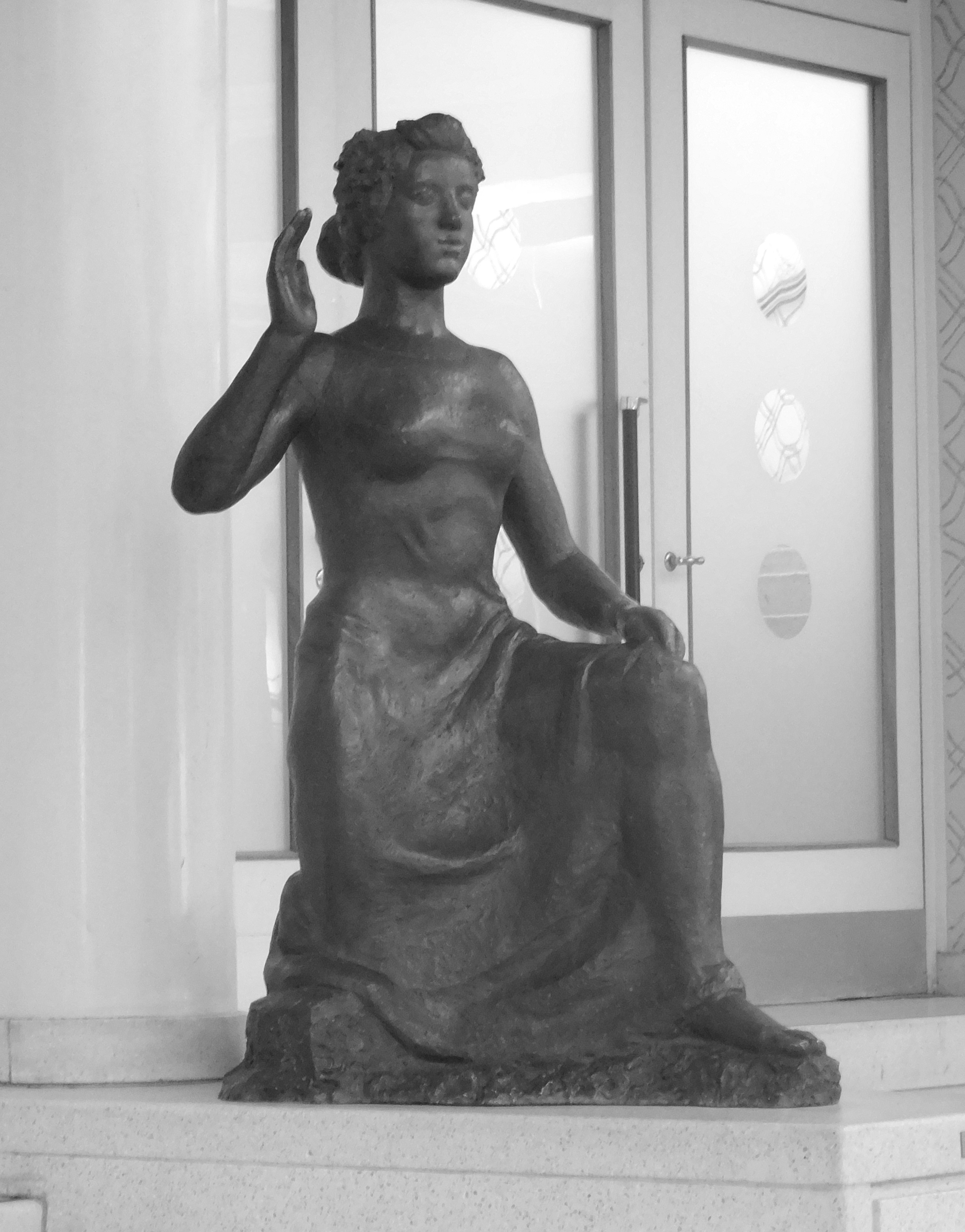
Werner F. Kunz: Der Klang (1954, Bronze) im Vestibül der Tonhalle Zürich

Werner F. Kunz: Lipizzaner "Levade" (1954, Bronze klein)

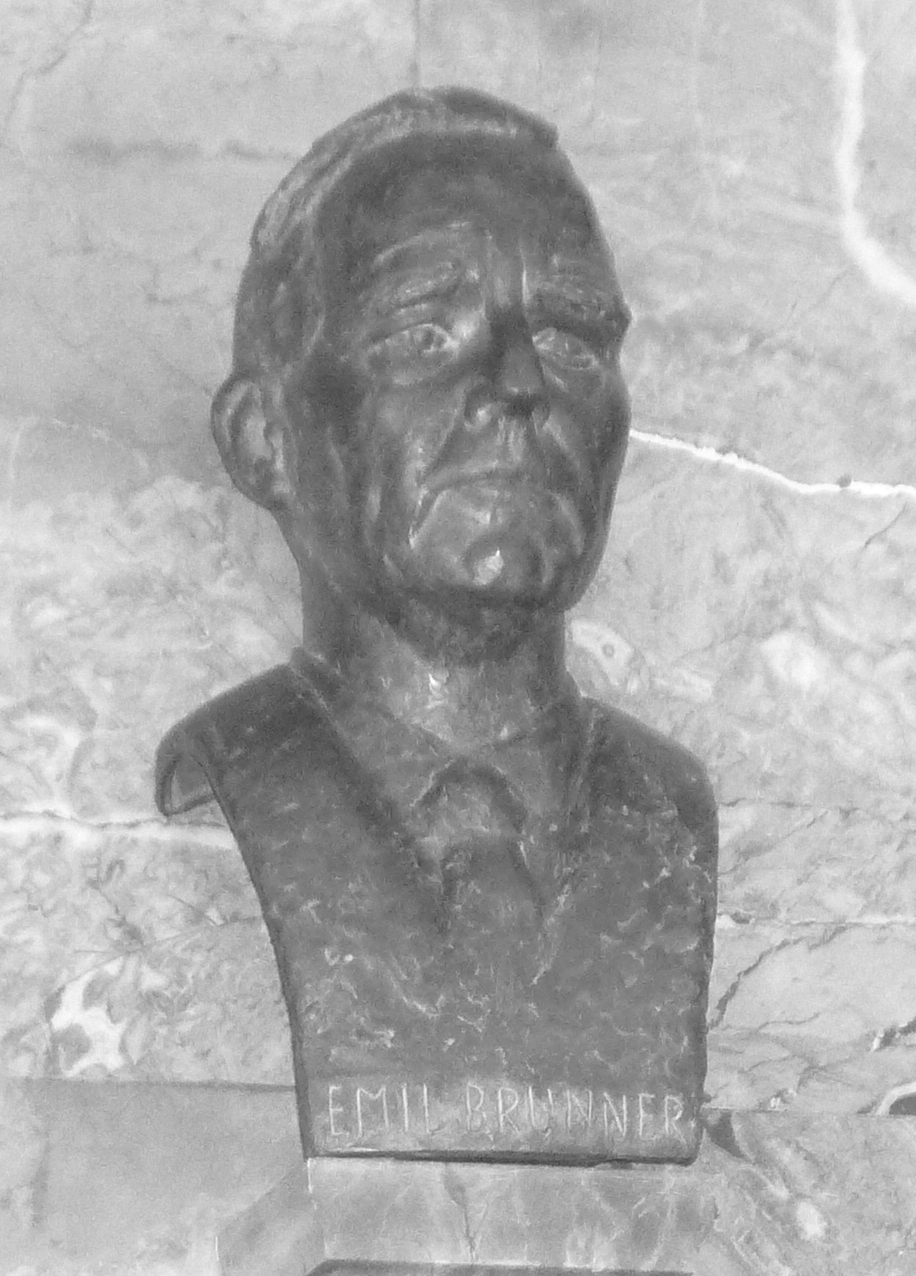
Werner F. Kunz: Portrait Prof. Dr. theol. Emil Brunner (1889-1966) (1959, Bronze) in der Aula der Universität Zürich

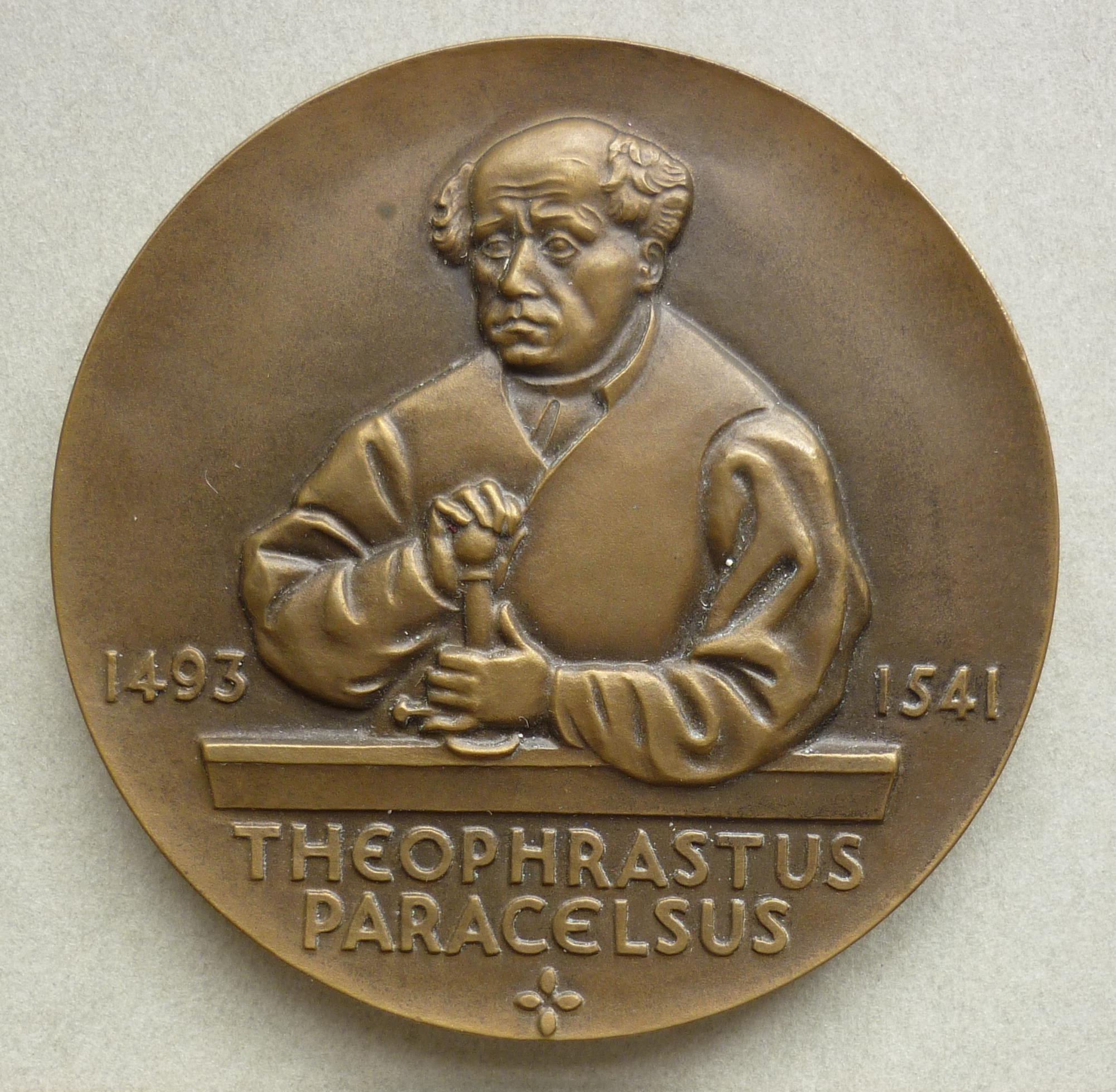
Werner F. Kunz: Gedenkmedaille Paracelsus von Hohenheim (1493-1541) (1940, Bronze)

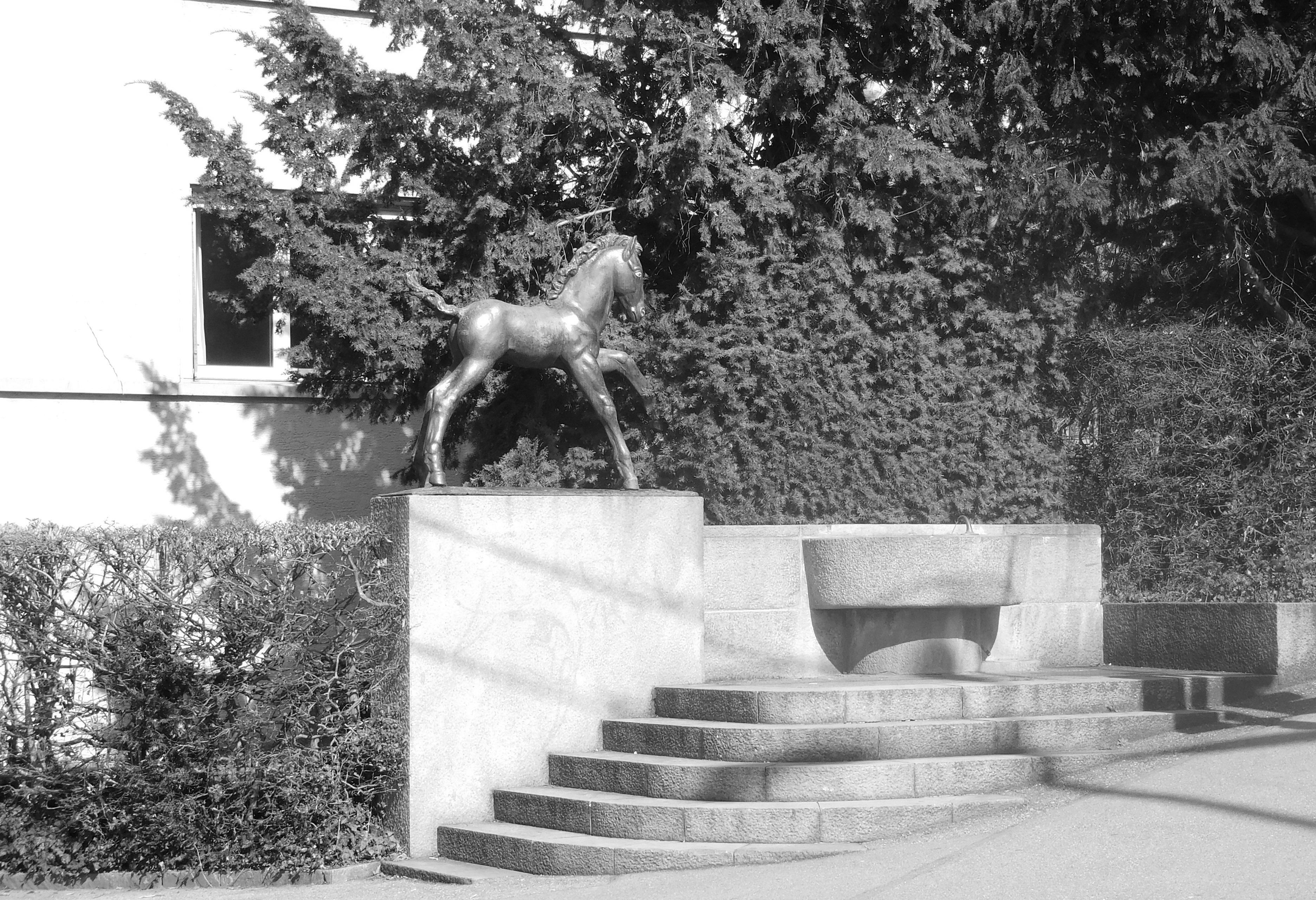
Werner F. Kunz: Fohlenbrunnen (1935, Bronze) in Zürich-Fluntern

Werner F. Kunz: Kanzel und Abendmahltisch (1938, Holz) in der reformierten Kirche Signau BE

Werner F. Kunz: Löwe, Kohlezeichnung (um 1950)

Werner Friedrich Kunz (* 11. Mai 1896 in Zürich; † 26. Januar 1981 ebenda; auch Werner F. Kunz) war ein Schweizer Bildhauer und Plastiker.

## Leben
Kunz war ein Schüler des Schweizer Bildhauers Richard Kissling. Während der Ausbildung an der Kunstgewerbeschule Zürich 1912–1913 freundete er sich mit Turo Pedretti an, mit welchem er ab 1915 in seinem Elternhaus an der Neptunstrasse 6 in Zürich-Hottingen eine Ateliergemeinschaft unterhielt. Neben seiner Lehre bei Kissling 1914–1916 besuchte er Anatomiekurse an der Universität Zürich und Aktzeichnen an der ETH Zürich. Darauf folgte ein Praktikum beim befreundeten Bildhauer Hans Gisler (1889–1969), der selbst ein ehemaliger Kissling-Schüler war.
1917 begann Kunz seine selbständige künstlerische Tätigkeit in Zürich. Kürzere Studienreisen und -aufenthalte, aber auch Ausstellungen führten ihn mehrmals ins Ausland. Nachdem er sein Atelier ab 1929 in einer ausgedienten Friedhofskapelle an der Plattenstrasse 10 in Zürich-Fluntern eingerichtet hatte, bezog er 1937 an der Witikonerstrasse im Zürcher Quartier Hirslanden seine eigene, bescheidene Wohn-Atelierbaute, in der auch seine Familie lebte. Der 1935 mit Yvonne Brenzikofer (1907–1993) geschlossenen Ehe entstammen zwei Söhne, Ulrich (geb. 1937) und Johannes (geb. 1940).
Von 1924 bis 1962 wirkte Kunz im Vorstand der Künstlervereinigung Zürich, von 1927 bis 1940 als deren Präsident. Dort pflegte er eine heute im Stadtarchiv Zürich untergebrachte Sammlung von 26 Gemälden, die sogenannte «Ahnengalerie» der Künstlervereinigung. (In dieser befinden sich Porträts u. a. von Fritz Boscovits, Rudolf Koller und Sigismund Righini, ebenso eines von W. F. Kunz, geschaffen von Jakob Ritzmann.)
Von 1937 bis 1955 unterrichtete Kunz Zeichnen und Modellieren am damaligen Kantonalen Lehrerseminar, heute Kantonsschule Küsnacht ZH. Er starb am 26. Januar 1981 und wurde auf dem Friedhof Enzenbühl beigesetzt. Das Grab ist inzwischen geräumt.

## Werk
In den rund sechs Jahrzehnten seiner künstlerischen Aktivität schuf Werner F. Kunz eine grosse Zahl von Werken, von der Kleinplastik bis zur Monumentalstatue, sowie zahlreiche Zeichnungen, die auch als Studien zu seinen Figuren entstanden. Kunz schuf die meisten seiner Werke ohne Auftraggeber aus eigenem Antrieb; Käufer und Standort fanden sich später. Manche seiner grösseren Werke sind in Besitz der öffentlichen Hand oder sonst von öffentlicher Bedeutung. Sie sind an verschiedenen Orten der Schweiz zu finden, viele davon im Raum Zürich. Von den Kleinplastiken wie z. B. die Lipizzaner-Pferde sind mehrere ins Ausland und bis nach Übersee gelangt und werden dort auch in Auktionen gehandelt.
Kunz arbeitete bei seinen Plastiken mit verschiedenen Materialien, vor allem mit Terracotta, Englisch Zement, Holz, Stein, Bronze und Aluman. Für den Aufbau seiner Modelle benutzte er Plastilin oder Gips, für die Zeichnungen Kohle, Tinte oder Tusche. Als Hauptthemen beschäftigten ihn vor allem Mensch und Tier, aus der Tierwelt v. a. Löwe, Tiger, Panther, Hirsch, Reh, Schaf, Kalb, Hund und immer wieder das Pferd in Arbeit, Sport und Dressur.
Sein künstlerisches Anliegen war es, «die Formen (Schönheiten!) von Mensch und Tier aufzuspüren und diese jeweils in ein geordnetes Ganzes einzufügen.» Gemäss Künstler-Lexikon der Schweiz XX. Jahrhundert steht der «Hauptteil der Arbeiten … in der neoklassizistischen Tradition, besonders auch die grossen Gartenfiguren; einige Monumentalfiguren dagegen sind im Geist eines expressiven, pathetischen Realismus geschaffen.»
Das 1956 erschienene Allgemeine Lexikon der bildenden Künstler des XX. Jahrhunderts bezeichnet als Kunz’ Hauptwerke den Arbeiter beim Imbiss in Chippis (Kanton Wallis), die Quellnymphe in Zürich-Wipkingen, Hönggerstrasse 71, und den Fohlenbrunnen in Zürich-Fluntern, Kraftstrasse 15. Bedeutende Plastiken sind aber auch Narcissa (Friedhof Vevey), Jüngling mit Falke (Rieterpark, Zürich-Enge) und Der Klang (auch: Die Lauschende; Vestibül der Tonhalle Zürich). Nach 1956 entstanden weitere Skulpturen, so in Stein Mutter und Kind (Chippis VS) und Pferdekopf (Kantonsschule Zürcher Oberland, Wetzikon ZH), und viele Bronzeplastiken wie die Wasserträgerin (privat), Muttergruppe (Zürcher Kantonalbank, Regensdorf ZH), Windhund (Tierspital der Universität Zürich), Fohlen (Friedhof Meilen), Verena (Seeanlage in Kilchberg ZH), Befreiung (Zürich-Aussersihl, Werdplatz), Kolbenhirsch (privat), Knabe mit Fohlen (Friedhof Enzenbühl in Zürich-Hirslanden), Strandreiterin (privat), Grosse Reitergruppe (Pferdesportzentrum Dielsdorf ZH) u. a. m.
Die 1962 auf dem Zürcher Werdplatz aufgestellte Statue Befreiung war ein Geschenk einer aus Vertretern von Arbeiterorganisationen gebildeten Arbeitsgruppe an die Stadt Zürich. Initianten waren die sozialdemokratischen Persönlichkeiten Hans Oprecht (Nationalrat) und Werner Kuhn. Dieses Denkmal versinnbildlicht das Bemühen des Menschen, vorab auch des Arbeiters, die ihm von der Umwelt und den Zeitumständen auferlegten Fesseln abzustreifen, wobei nicht brutale, zerstörende Gewalt, sondern ein unbeirrbares, mutiges Ringen zum Aufstieg und zur Befreiung führen soll. Zu diesem Werk inspiriert wurde Kunz u. a. auch vom Denkmal, das am Zürichsee in Stäfa an den Stäfnerhandel 1892–1898 erinnert. Einzelne Autoren sehen in diesem Monument ein Gegenstück zu einer als zu bürgerlich empfundenen Skulptur von Karl Geiser auf dem Helvetiaplatz. Zur Einweihung des Denkmals auf dem Werdplatz sprach u. a. Bundesrat Willy Spühler; der Anlass wurde auch von Jakob Tuggener fotografisch festgehalten.
Das Werk von Werner F. Kunz umfasst auch Porträtbüsten, so vom Theologen Emil Brunner (für die Aula der Universität Zürich), vom Diplomaten Max Huber und vom Augenarzt Adolphe Franceschetti (Entdecker des Franceschetti-Syndroms, Universität Genf,) vom Zürcher Stadtschreiber Heinrich (Hermann) Bertschinger (1880–1963) sowie der Industriellen Henri Détraz (1878–1959; Aluminium-Industrie AG Chippis/Sierre, später Alusuisse) und Hermann Hess-Weiss (1888–1962; Esco Amriswil).
Er schuf Ehrungs-Medaillen bekannter Persönlichkeiten, so der Professoren Paul Karrer (Universität Zürich), Leopold Ružička (ETH Zürich) (beide Nobelpreis für Chemie), des Berner Mundartschriftstellers Rudolf von Tavel, des Lebensmittelchemikers Johann Ulrich Werder und des Arztes und Naturgelehrten Paracelsus von Hohenheim.
Zum Œuvre von Kunz gehören auch Relief-Skulpturen in verschiedenen Materialien, wie z. B. Orpheus und Eurydike (Aluman), Römisches Bad (Holz), die Kanzel mit den vier Evangelistensymbolen und der Abendmahlstisch (Holz) in der ref. Kirche Signau BE, General Henri Guisan (Aluman; Golfpark Signal de Bougy, Aubonne VD und Kunstsammlung Kanton Zürich), Pferde und Mann, Mutterreh mit Kitz, Schafgruppe (alle Klinker; Zürich-Fluntern und -Hottingen), Schafböcklein (Stein).
Des Weiteren entstanden zahlreiche Kleinplastiken in Bronze oder Terracotta sowie Zeichnungen in Tusche oder Kohle von Menschen und Tieren. Bekannt sind seine Lipizzaner-Pferde, die er 1953 an der Spanischen Hofreitschule, damals in Wels, vor Ort in den typischen Übungen der klassischen Reitkunst sozusagen «porträtierte»: Passage, Levade, Stechschritt, Courbette, Piaffe, Trab und Travers.
Verschiedentlich äusserte sich Kunz in der Presse zu einzelnen Künstlerpersönlichkeiten und zu Themen aus seinem künstlerischen Interessenbereich und erzählte in feuilletonistischen Texten Begebenheiten rund um einzelne seiner Werke.
Vom Nachlass befinden sich Zeichnungen, Entwurfskizzen und Studien sowie Fotos diverser Statuen in der Graphischen Sammlung der Zentralbibliothek Zürich. Dokumente und Schriftstücke von und über Kunz sowie auch weitere Werkfotos sind im Schweizerischen Institut für Kunstwissenschaft (SIK-ISEA) in Zürich archiviert.  

## Ausstellungen
Kunz war an verschiedenen Einzel- und Gruppenausstellungen im In- und Ausland beteiligt, dies mehrfach in Paris (Salon d’Automne, Salon d’Art libre, 1955 mit Auszeichnung), in London (Goupil Gallery), Madrid (1951 mit Auszeichnung), Rom, Stockholm, mehrfach im Kunsthaus Zürich, in der Kunsthalle Bern und im Kunstmuseum Bern, in Aarau, Genf, Lausanne, Luzern, St. Gallen, aber auch an der Zürcher Gartenbauausstellung (Züga) 1933, an der Schweizerischen Landesausstellung 1939 u. a. m.
Postum fand im Juni 1981, kurz bevor das Ateliergebäude einer Überbauung weichen musste, eine Atelierausstellung mit über 110 grösseren und kleineren Plastiken sowie zahlreichen Zeichnungen und Skizzen statt. Sie stand unter dem Patronat des Stadtpräsidenten Sigmund Widmer; dessen Amtsvorgänger Emil Landolt hielt die Ansprache an der Vernissage vom 30. Mai 1981.
- Zürcher Künstler. Skulpturen – Gemälde – Zeichnungen. Kunsthaus Zürich, 25. November 1939 bis 7. Januar 1940.
- 1952: Max Billeter, Gemälde; Arnold Bosshardt, Zeichnungen; Werner F. Kunz, Plastik. Städtische Kunstkammer Strauhof, Zürich, 22. September bis 8. Oktober 1952.[18]
- Kunst auf der Hand. Die Schweizer Medaille im 20. und 21. Jahrhundert. Münzkabinett und Antikensammlung der Stadt Winterthur, 3. November 2007 bis 24. August 2008.

## Veröffentlichungen
- Etwas vom Bildhauer und seiner Arbeit. In: Schule und Leben, Zeitschrift des Vereins Ehemaliger Handelsschülerinnen Zürich, Nr. 1, Januar 1925, S. 14–16.
- Etwas vom Bildhauer und seiner Arbeit. Die Gartenplastik. In: Schule und Leben, Zeitschrift des Vereins Ehemaliger Handelsschülerinnen Zürich, Nr. 4, Juli 1925, S. 101–103.
- Die Plastik im Garten. In: Die Kunst für alle, 50. Bruckmann, München 1934/1935, S. 286. (Digitalisat)
- Ein interessanter Wettbewerb. In: Kunst und Volk. Nr. 6, 1946, S. 172–176.
- Richard Kissling, der Reiter. Zum 100. Geburtstag. In: Neue Zürcher Zeitung. Nr. 790, 15. April 1948, Morgenausgabe, Bl. 1.
- Ein Meisterwerk Kisslings zerstört. In:  Neue Zürcher Zeitung. Nr. 592, 18. März 1951.
- Tier und Bildhauer. In: Unsere Tiere. Nr. 39, Sept./Okt.1952, S. 41–42.
- Der weisse Lipizzaner. In: Neue Zürcher Zeitung. Nr. 1251, 31. Mai 1953, Sonntagausgabe, Bl. 5.
- Lieber Jubilar Ernst E. Schlatter. In: Thurgauer Volkszeitung, 27. November 1953.
- Ein unbekanntes Werk Richard Kisslings. In: Neue Zürcher Zeitung, 25. September 1954.
- Lipizzaner, Kunst und Künstler. In: St. Georg (Düsseldorf), Nr. 12/1957, S. 6.
- Begegnung – Erfüllung. In: Schweizer Kavallerist. Nr. 11, Sept. 1964, S. 20–21.
- Ein Lösungsvorschlag zur Frage des Denkmals für General Henri Guisan. In: Schweizer Kavallerist. Nr. 9, Juli 1965, S. 33–34.
- Die Kanzel von Hubligenmatt. Erlebnisbericht eines Bildhauers. In: Zürichsee-Zeitung. Nr. 119, 24. Mai 1969, Pfingsten, S. 15–17.
- Muss Richard Kisslings Werkhaus verschwinden? In: Tages-Anzeiger. Nr. 78. 6. April 1970, S. 17.
- Das letzte Bekenntnis von Urs Eggenschwyler.  In: Schweizerisches reformiertes Volksblatt. Nr. 13, 13. August 1970.
- Die Pferdebronzen auf San Marco in Venedig. In: Schweizerisches reformiertes Volksblatt. Nr. 12, 9. August 1973, S. 178.
- Ernst Wiecherts Neujahrsgeschenk. In: Schweizerisches reformiertes Volksblatt. Nr. 20, 20. Dez. 1973, S. 314–316.
- Die Unruhen von Stäfa 1792–1798. In: Schweizerisches teformiertes Volksblatt. Nr. 15, 11. April 1973, S. 227–228.
- Ferdinand Hodler in Stadelhofen, In: Neue Zürcher Zeitung, 15. März 1976.
- Fast eine Legende. Werkbericht eines Bildhauers. In: Zürichsee-Zeitung. Nr. 132, 11. Juni 1979, S. 6.
- Flug zur Quellnymphe. Start eines Bildhauers. In: Zürichsee-Zeitung. Nr. 184, 13. Juni 1979.